# 厚壁组织
厚壁组织（英語：sclerenchyma）是植物体中的机械组织，由死细胞组成，起加固植物体的作用。厚壁組織可分為石細胞與纖維細胞。细胞壁均匀增厚，主要是木质素的沉积，也称为木质化。围绕维管束分布。